# Loup y es-tu ? (jeu)
Pour les articles homonymes, voir Loup y es-tu ?.
Loup y es-tu ? est un jeu joué généralement en plein air. Il faut au moins deux joueurs, un loup et un promeneur.

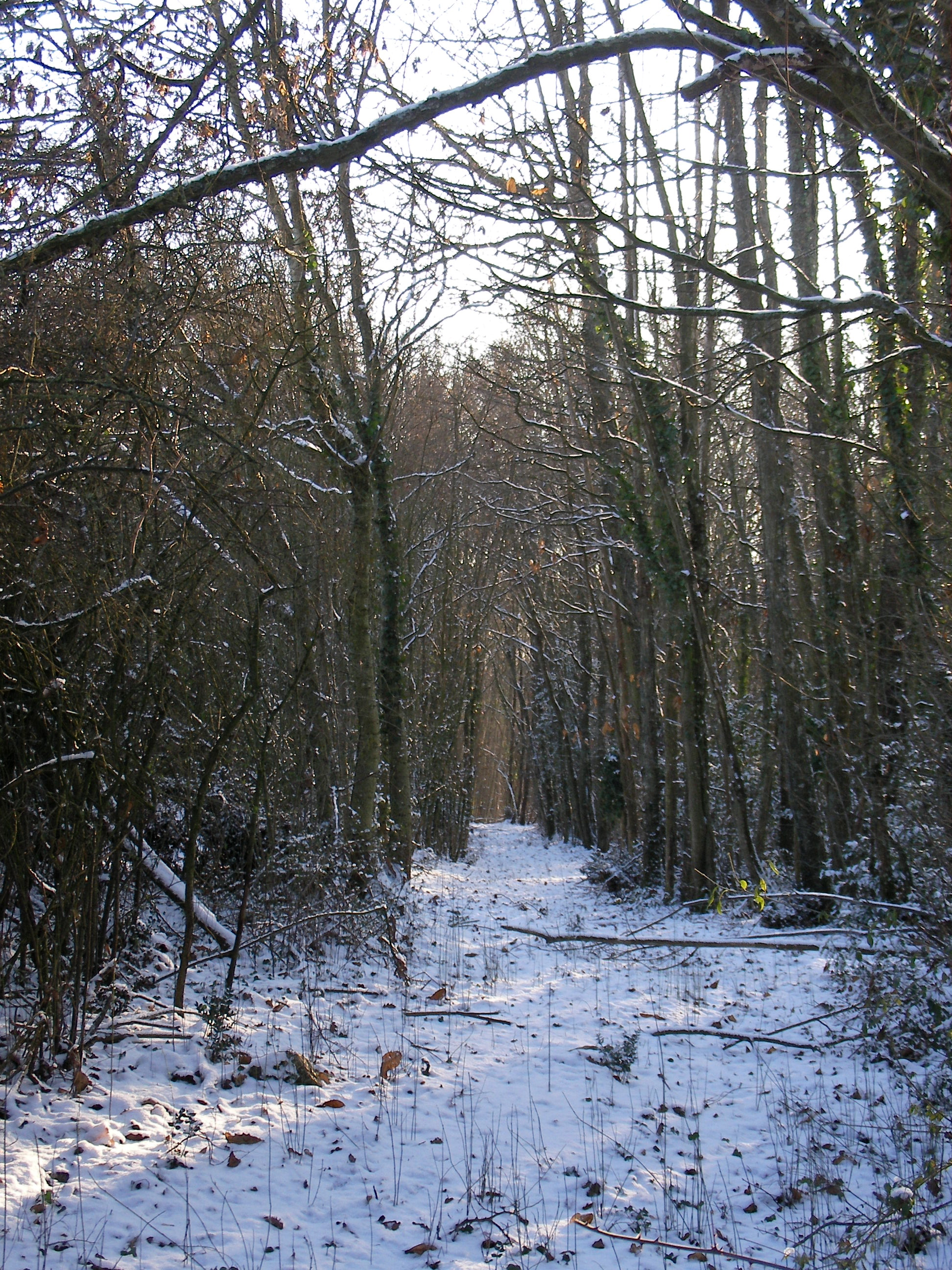
Le loup y est-il ?

## Règles
On désigne un endroit proche où le loup se cache (souvent un arbre ou un mur, l'important étant de ne pas être vu des promeneurs, bien qu'ils connaissent la cachette). Les promeneurs (tous les autres joueurs) se tiennent dispersés, bougent et chantent le début de la comptine, le loup répond « Je mets (l'habit de son choix) », les promeneurs reprennent la comptine. Le loup sort quand il veut de sa cachette, obligatoirement après les questions, en disant « Me voilà… Me voilà… ». Le suspense réside dans le fait qu'il peut sortir après le premier habit comme après le septième. Une fois à découvert, le loup tente d'attraper les promeneurs. Pour les captifs, le jeu est fini. Les promeneurs peuvent se réfugier en dehors du bois qui a été délimité au début du jeu. Pendant que la comptine est chantée, tous les promeneurs doivent être dans le bois.
Le gagnant est le dernier promeneur libre. Dans le cas où il n'y a qu'un promeneur, on joue pour le plaisir ou on compte les fois où le loup attrape et celles où le promeneur s'échappe (celui ayant le plus grand score est le vainqueur). 
Il existe de multiples variantes à ce jeu, y compris un jeu similaire à La Réunion qui s'appelle « Granmèr Kal Kèl èr i lé ».